# Osso surangular
O osso suprangular ou surangular é um osso da mandíbula encontrado na maioria dos vertebrados terrestres, exceto mamíferos. Geralmente na parte posterior da mandíbula, na borda superior, está conectado a todos os outros ossos da mandíbula: dentário, angular, esplênico e articular. Muitas vezes é um local de fixação muscular.
A análise deste osso em espécimes fósseis oferece uma das principais autapomorfias que diferenciam amniotas sinápsidas avançados (como mamíferos) de seus ancestrais mais basais bem como dos diapsidas. Nos sinápsidas, o surangular geralmente está conectado por uma articulação mandibular secundária que se conecta ao osso esquamosal. Nos mamíferos, porém, o mesmo se funde como osso dentário criado uma mandíbula uniforme que é um traço próprio dos mamíferos em relação aos demais sinápsidas mais basais.